# Wiener AF
Wiener AF – austriacki klub piłkarski, mający siedzibę w stolicy kraju, mieście Wiedeń (dzielnica Brigittenau). Obecnie występuje w Landesliga Wien.

## Historia
Chronologia nazw:
- 1910: Wiener AF (WAF)
- 1926: IAF (Internationaler Aßociations Fußballklub) – po fuzji z SC International Wien
- 1927: IAF-Libertas – po fuzji z SC Libertas
- 1928: WAF
- 1963: WAF Südland
- 1964: WAF XX
- 1970: WAF Neuchrist
- 1973: WAFKL Leopoldstadt – po fuzji z FK Leopoldstadt
- 1981: WAF Leopoldstadt
- 1984: WAFKL Wimmer
- 1993: WAF Procar
- 1994: WAF Leopoldstadt
- 2002: WAF
- 2004: klub rozwiązano
- 2010: WAF Brigittenau
- 2015: WAF Vorwärts Brigittenau – po fuzji z SV Vorwärts Brigittenau

Klub piłkarski Wiener AF został założony w miejscowości Wiedeń 21 września 1910 roku przez byłych zawodników klubu Wiener AC niezadowolonych swoim czasem występów na boisku. W 1911 roku zespół startował w pierwszych rozgrywkach mistrzostw Austrii, które początkowo ograniczały się do drużyn wiedeńskich. W debiutowym sezonie 1911/12 zajął trzecie miejsce w Erste Klasse. W następnym sezonie 1912/13 awansował na drugą pozycję. Dopiero w sezonie 1913/14 klub, dzięki lepszej różnicy bramek, po raz pierwszy, ale także ostatni, został mistrzem Austrii, wyprzedzając Rapid. W kolejnym trzech latach klub spadał o jedną pozycję w tabeli ligowej, aby w sezonie 1917/18 znów uzyskać trzecią lokatę. W 1919 był czwartym, a potem najczęściej znajdował się w dolnej połowie tabeli. W sezonie 1921/22 zespół po raz pierwszy i jedyny zwyciężył w Pucharze Austrii, wygrywając 2:1 z Wiener Amateur-SV. W sezonie 1923/24 zajął ostatnie 12.miejsce i spadł do drugiej ligi. W II. Liga przez pierwsze dwa sezony był trzecim. Klub wkrótce wpadł w kłopoty finansowe i zalegał z opłatami. Rozwiązaniem było połączenie z SC International (Wien), grającej również w drugiej lidze. W 1926 klub zmienił nazwę na IAF (Internationaler Aßociations Fußballklub) i zakończył sezon 1926/27 na piątej pozycji. W 1927 roku po fuzji z SC Libertas przyjął nazwę IAF-Libertas. Po zakończeniu sezonu 1927/28, w którym zajął przedostatnią 12.lokatę, fuzja została rozwiązana. Po tym rozwiązaniu WAF został ponownie założony pod własną nazwą i kontynuował występy w 2. Klaße Amateure z różnym powodzeniem i od jesieni 1928 roku nie brał już udziału w mistrzostwach profesjonalnych.
Od 1938 do 1945 rozgrywki w czasie II wojny światowej były organizowane jako część mistrzostw Niemiec. Austriackie kluby walczyli w Gaulidze, a zwycięzca potem uczestniczył w rozgrywkach pucharowych o tytuł mistrza Niemiec. Klub jednak nie brał udziału w rozgrywkach. Po zakończeniu wojny klub został przydzielony do 2. Klaße D (D5) i potem występował na piątym lub szóstym poziomie austriackiej piramidy piłki nożnej. W 1963 roku WAF Südland (Südland wspierał klub od 1 stycznia 1963 sprzętem sportowym i środkami finansowymi na wynajem miejsca) pewnie osiągnął tytuł mistrzowski i awansował do 2. Klaße C. Po tym, jak firma Südland się rozdzieliła, klub w styczniu 1964 roku został ponownie nazwany WAF XX. Duży sukces zaczął się dopiero na początku lat siedemdziesiątych XX.wieku, kiedy do klubu dołączył dealer Franz Neuchrist. Został wybrany na prezydenta, a w styczniu 1970 roku klub został przemianowany na WAF Neuchrist. W sezonie 1971/72 awansował do 1. Klaße C (D4). W 1973 po fuzji z FK Leopoldstadt klub przyjął nazwę WAFKL Leopoldstadt. W sezonie 1974/75 zwyciężył w Unterliga B (D5) i awansował do Wiener Stadtliga (D4). Pod koniec 1980 roku prezes Franz Neuchrist przeszedł na emeryturę, a w sierpniu 1981 roku klub zmienił nazwę na WAF Leopoldstadt. Po znalezieniu sponsora Autohaus Wimmer, klub jesienią 1984 roku przyjął nazwę WAFKL Wimmer. Po zakończeniu sezonu 1992/93 zespół spadł do Wiener Unterliga B (D5). W 1993 klub nawiązał współpracę z nowym sponsorem, dlatego zmienił nazwę na WAF Procar. Jednak po zwycięskim sezonie 1993/94 w Wiener Unterliga B sponsor zrezygnował z dalszej współpracy i klub wrócił do nazwy WAF Leopoldstadt. W sezonie 1994/95 zespół nie utrzymał się Wiener Stadtliga i potem przez dłuższy czas występował w piątej lidze, zwanej Wiener Oberliga B. W 2002 roku przywrócił historyczną nazwę WAF. Przed rozpoczęciem sezonu 2004/05 z powodu problemów finansowych klub wycofał się z rozgrywek i został rozwiązany.
Latem 2010 roku klub został reaktywowany jako WAF Brigittenau i wznowił grę w Wiener Oberliga B (D5). Latem 2014 roku po reformie została wprowadzona silna 2. Landesliga, do której awansowały najlepsze drużyny Oberligi A i Oberligi B oraz drużyna spadkowa z Wiener Stadtligi. Po zajęciu 5.miejsca w Oberlidze B klub zakwalifikował się do 2. Landesligi. Latem 2015 roku klub połączył się z SV Vorwärts Brigittenau, tworząc WAF Vorwärts Brigittenau. W 2018 został promowany do Landesligi Wien (D4).

## Barwy klubowe, strój
|  |  |

Klub ma barwy niebiesko-białe. Zawodnicy domowe spotkania zazwyczaj grają w białych koszulkach, niebieskich spodenkach oraz białych getrach.

## Sukcesy

### Trofea międzynarodowe
Nie uczestniczył w rozgrywkach europejskich (stan na 31-05-2019).

### Trofea krajowe
| \| \| Zdobyte trofea w rozgrywkach Austrii (stan na: 31-05-2019) \| |                                                            |      |                           |
| Rozgrywki                                                           | Osiągnięcie                                                | Razy | Sezon(y)                  |
| · Mistrzostwo                                                       | I miejsce                                                  | 1    | 1913/14                   |
| · Mistrzostwo                                                       | II miejsce                                                 | 2    | 1912/13, 1914/15          |
| · Mistrzostwo                                                       | III miejsce                                                | 3    | 1911/12, 1915/16, 1917/18 |
| Puchar                                                              | zdobywca                                                   | 1    | 1921/22                   |
| Puchar                                                              | finalista                                                  | 0    |                           |
| II liga                                                             | I miejsce                                                  | 0    |                           |
| II liga                                                             | II miejsce                                                 | 0    |                           |
| II liga                                                             | III miejsce                                                | 2    | 1924/25, 1925/26          |
| Austria                                                             | Zdobyte trofea w rozgrywkach Austrii (stan na: 31-05-2019) |      |                           |

- Wiener Stadtliga (D3):
  - 5.miejsce (1x): 1980/81

## Poszczególne sezony

### Rozgrywki międzynarodowe

#### Europejskie puchary
Nie uczestniczył w rozgrywkach europejskich.

### Rozgrywki krajowe
| \| Austria \| Bilans występów klubu w rozgrywkach piłkarskich Austrii (Stan na 31 maja 2019 r.) \| \| |                                                                                   |        |       |   |   |   |    |    |     |                                                                         |        |        |      |
| Poziom                                                                                                | Rozgrywki                                                                         | Sezony | Mecze | Z | R | P | B+ | B– | Pkt | Lata                                                                    | Awanse | Spadki | Naj. |
| I | Erste Klasse                                                                      | 13     |       |   |   |   |    |    |     | 1911–1924                                                               | 0      | 1      | 1    |
| II | II. Liga                                                                          | 4      |       |   |   |   |    |    |     | 1924–1928                                                               | 0      | 1      | 3    |
| III                                                                                                   | Wiener Stadtliga                                                                  | 4      |       |   |   |   |    |    |     | 1980–1984                                                               | 3      | 4      | 1    |
| IV | 2. Klaße Amateure/ 2. Klaße D/ 1. Klaße C/ Wiener Stadtliga/ Landesliga Wien      | 26     |       |   |   |   |    |    |     | 1928–1934, 1936–1938, 1972–1974, 1975–1980, 1984–1993, 1994/95, od 2018 | 1      | 5      | 3    |
| | Puchar Austrii                                                                    | ?      |       |   |   |   |    |    |     | od 1918                                                                 | 0      | 0      | 1    |
| Austria                                                                                               | Bilans występów klubu w rozgrywkach piłkarskich Austrii (Stan na 31 maja 2019 r.) |        |       |   |   |   |    |    |     |                                                                         |        |        |      |

## Struktura klubu

### Stadion
Klub piłkarski rozgrywa swoje mecze domowe na stadionie WAF Gruabn-Platz w Wiedniu, który może pomieścić 1 000 widzów.

### Inne sekcje
Klub prowadzi drużyny dla dzieci i młodzieży w każdym wieku.

## Kibice i rywalizacja z innymi klubami

### Rywalizacja
Największymi rywalami klubu są inne zespoły z miasta.

### Derby
- Austria Wiedeń
- First Vienna FC 1894
- Floridsdorfer AC
- ASV Hertha Wiedeń
- Rapid Wiedeń
- SC Rudolfshügel
- 1. Simmeringer SC
- Vienna Cricket&FC
- Wiener SC
- Wiener AC